# Ratihabice
Ratihabice je dodatečné schválení právního jednání nebo právního předpisu. V případě, že je ratihabice vyžadována, má právní akt, který ratihabici vyžaduje, nějakým způsobem omezenou platnost. Většinou se jedná o omezení časové, tedy pojetí typu, pokud do nějaké události nebude takové jednání potvrzeno, je neplatné. Plnou platnost zpravidla získává právě tímto dodatečným schválením.

## Důvody a způsoby ratihabice
K ratihabici může být několik důvodů a od toho se odvíjí i její provedení a účinky.

### Právní jednání
Základním důvodem je překročení pravomoci, tedy stav, kdy někdo jedná něčím jménem, ale překračuje svoji pravomoc. Takové jednání musí být schváleno zpětně, pokud se tak stane, je právním jednáním vázán ten, kdo je schválil. Zavázán je pak ex tunc, tedy nikoli od okamžiku schválení, ale už od okamžiku jednání. Takový způsob je možný nejen v případě, kdy jednající osoba překročí plnou moc, ale i v případě, že jednala bez jakéhokoli oprávnění jednat. Pokud k ratihabici nedojde, je osoba, která takto jednala, zodpovědná za toto jednání a druhá strana na ní může vymáhat vzniklé škody. Forma schválení není předepsána, ale je vhodné zvolit písemnou formu.

### Právní předpis
Druhým důvodem může být, že ratihabici nařizuje zákon, v českém právu se s tímto setkáme v Ústavě u zákonných opatření Senátu. Ta přijímá Senát v době, kdy je rozpuštěna Poslanecká sněmovna a ještě není zvolena nebo ustavena nová. Po jejím ustavení je ale sněmovna musí schválit, jinak přestávají platit ex nunc, tedy dnem jejich neschválení. Do té doby mají nicméně stejnou platnost a závaznost jako klasický zákon.